# Kurkimäki

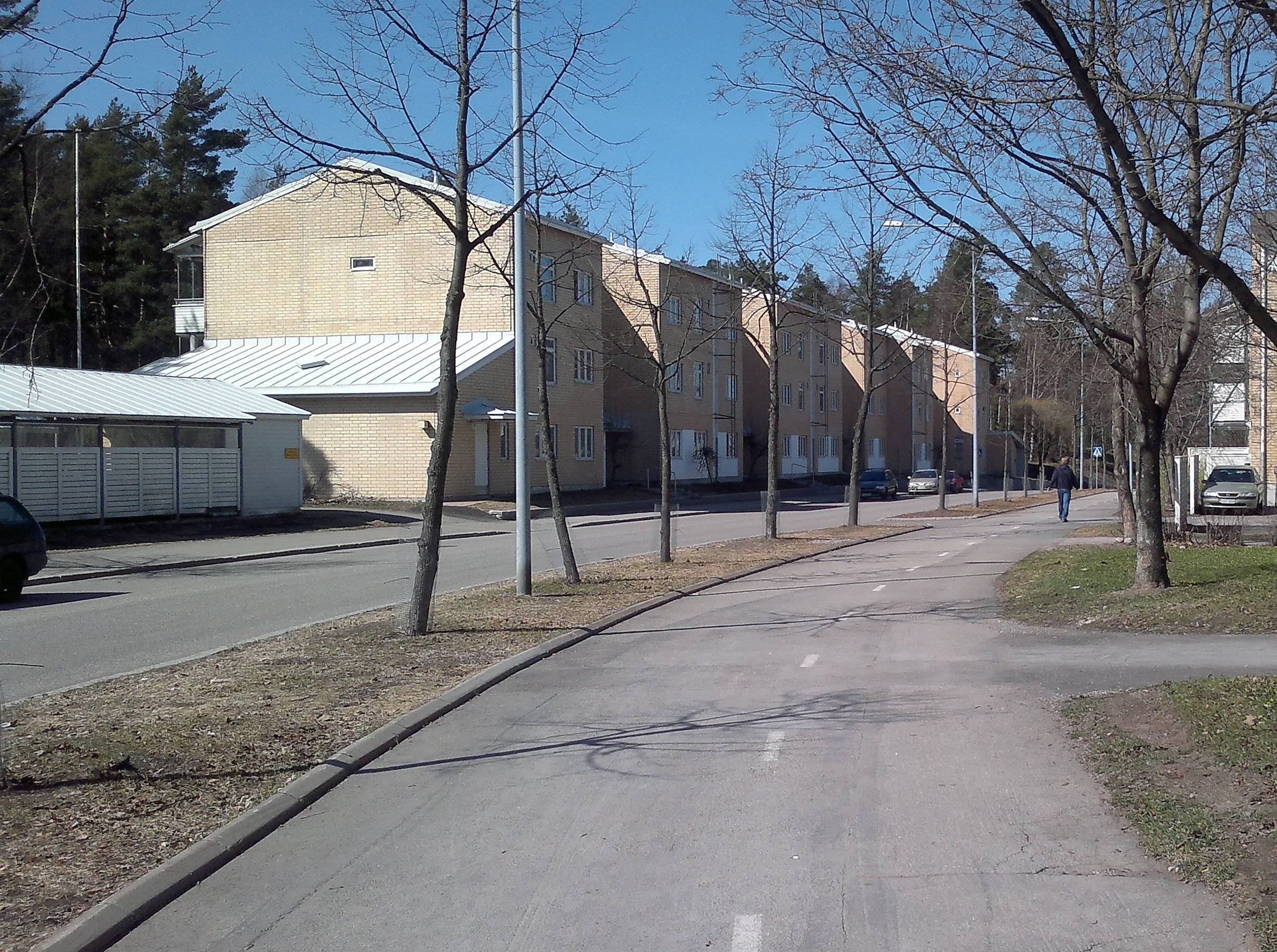
La rue Kurkimäentie à Kurkimäki.

Kurkimäki (suédois : Tranbacka) est une section du quartier de Mellunkylä à Helsinki en Finlande. 

## Description
Kurkimäki a une superficie de 0,6 km2, elle accueille 2 698 habitants(1.1.2010) et elle offre 707 emplois (31.12.2008).

## Galerie

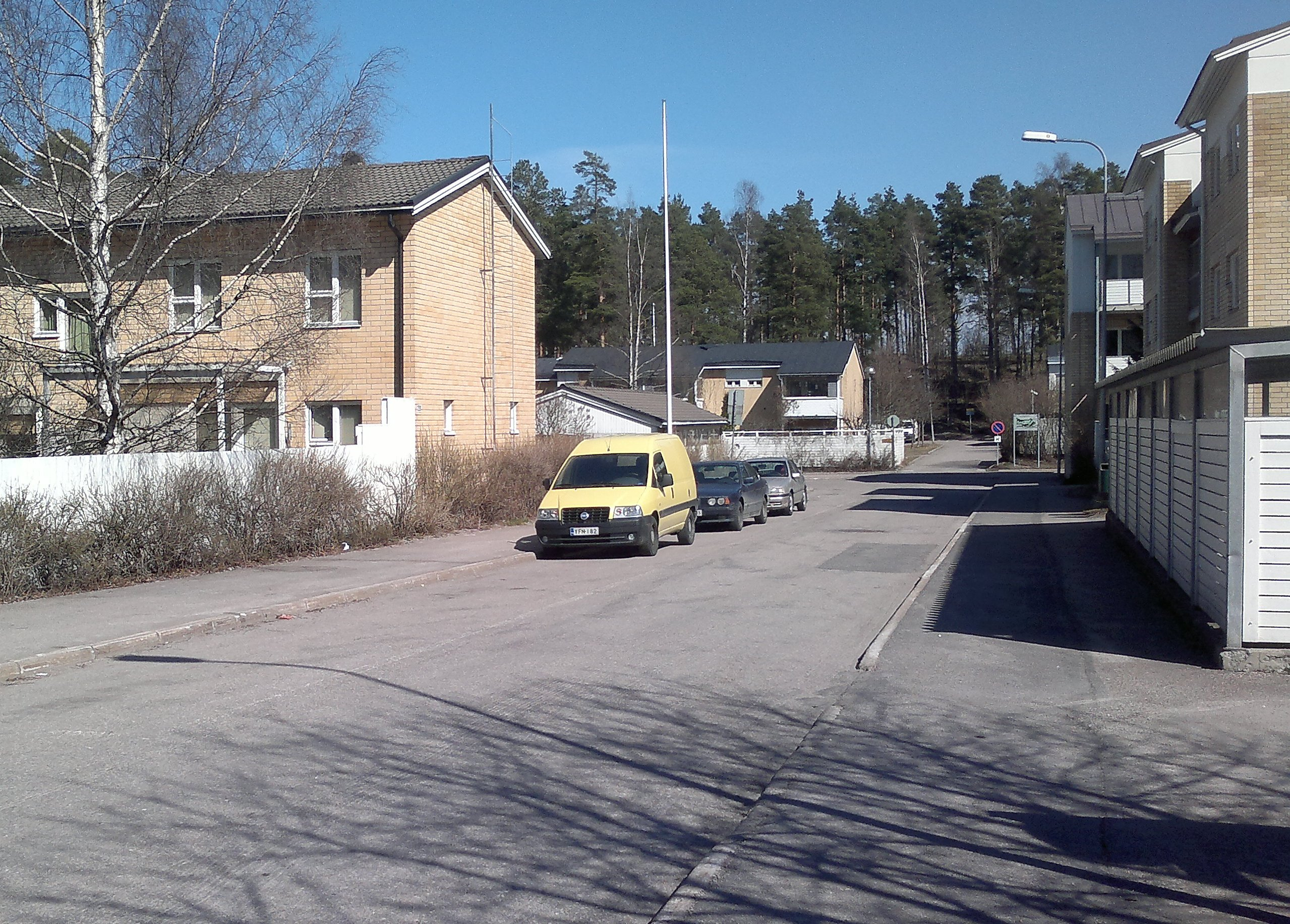
La rue Mäkikurpankuja.
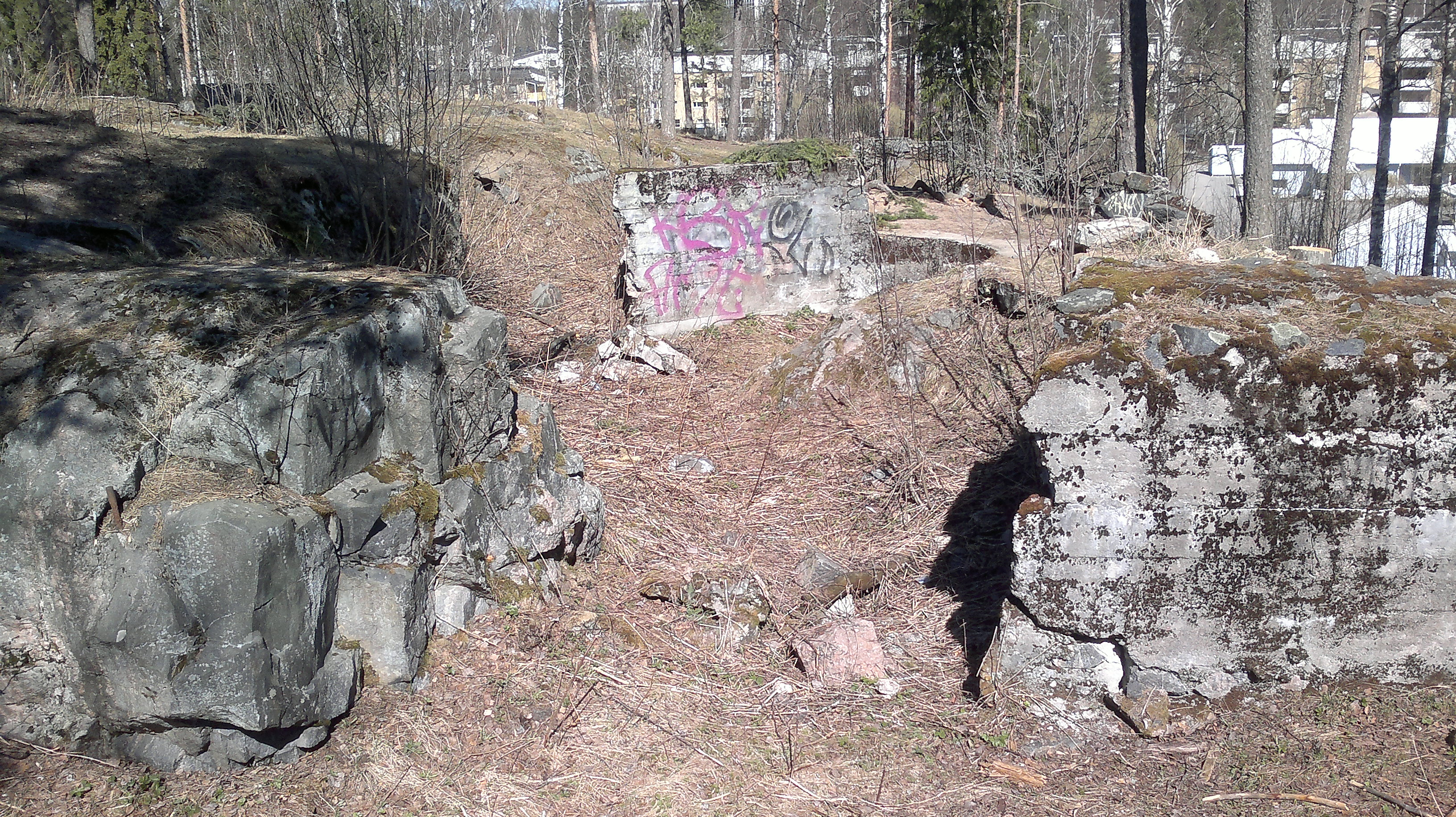
Ruines du fort de Kurkimäki.